# Wagit Alekperow
Wagit Jusufowicz Alekpierow (ros. Вагит Юсуфович Алекперов, azer. Vahid Yusuf oğlu Ələkbərov; ur. 1 września 1950 w Baku) – rosyjski biznesmen pochodzenia azerskiego, od 1993 prezes rosyjskiego giganta naftowego Łukoil. W 2007 roku znalazł się na 48. miejscu na liście najbogatszych ludzi świata miesięcznika „Forbes”, z majątkiem szacowanym na 12,4 mld dolarów.

## Życiorys
Syn pracownika firm naftowych, jako student Azerbejdżańskiego Państwowego Uniwersytetu Ropy Naftowej i Przemysłu zatrudnił się w Kasmorniefcie, w 1979 awansując ze stanowiska inżyniera na stanowisko zastępcy dyrektora produkcji. W 1985 przeniósł się do Surgutnieftgaz na zachodnią Syberię. Był najmłodszym w historii rosyjskiej administracji wiceministrem ds. energii. Wraz z przyjaciółmi z administracji założył Łukoil.
W kwietniu i maju 2022 r., w wyniku rosyjskiej inwazji na Ukrainę, Australia, Wielka Brytania i Kanada nałożyły sankcje personalne na Wagita Alekperowa.
21 kwietnia Łukoil wydał oświadczenie, w którym poinformował, że Alekperow ustąpił i zrezygnował z zarządu po 29 latach